# Влохи (Піньчовський повіт)
Влохи (пол. Włochy) — село в Польщі, у гміні Пінчів Піньчовського повіту Свентокшиського воєводства.
Населення — 296 осіб (2011).

## Демографія
Демографічна структура на день 31 березня 2011 року:
|          | Загалом | Допрацездатний вік | Працездатний вік | Постпрацездатний вік |
| -------- | ------- | ------------------ | ---------------- | -------------------- |
| Чоловіки | 138     | 38                 | 79               | 21                   |
| Жінки    | 158     | 28                 | 95               | 35                   |
| Разом    | 296     | 66                 | 174              | 56                   |